# Chalamera
Chalamera (katalanisch Xalamera) ist ein Ort und eine Gemeinde (municipio) 131 Einwohnern (Stand: 2024) in der Provinz Huesca in der Autonomen Gemeinschaft Aragonien in Spanien.

## Lage
Der Ort Chalamera liegt etwa 90 km (Fahrtstrecke) südöstlich von Huesca bzw. circa 60 Kilometer westlich von Lleida zwischen den beiden Flüssen des Río Cinca und Río Alcanadre in einer Höhe von etwa 195 m ü. d. M.

## Bevölkerungsentwicklung
| Jahr      | 1842 | 1900 | 1930 | 1950 | 1970 | 2001 | 2011 |
| Einwohner | 204  | 427  | 403  | 334  | 252  | 156  | 118  |

Der aus der Mechanisierung der Landwirtschaft resultierende Verlust an Arbeitsplätzen hat hauptsächlich zum immer noch anhaltenden Bevölkerungsrückgang beigetragen.

## Wirtschaft
In früheren Jahrhunderten lebten die Bewohner des Ortes als Selbstversorger von der Landwirtschaft, zu der auch ein wenig Weinbau und Viehzucht gehörten. Der Bau von zwei Atomkraftwerken scheiterte 1975 am gemeinschaftlichen Protest der Bewohner der Comarca Bajo Cinca.

## Geschichte
Der Ort wird im Jahr 1098 als Calameran erstmals urkundlich genannt. In der Zeit der Kreuzzüge, im Jahr 1143, kam er an den Templerorden, der hier – nahe der Grenze zum damals islamisch beherrschten Süden der Iberischen Halbinsel – eine Burg erbaute. Nach der Auflösung des Templerordens in den Jahren 1307 bis 1312 übte der Johanniterorden die Grundherrschaft (señorio) aus.

## Sehenswürdigkeiten
- Die Pfarrkirche (Iglesia San Martín) ist ein Bau des 17./18. Jahrhunderts.
- Von der einstmals den Ort dominierenden Templerburg ist so gut wie nichts mehr erhalten.
- Die möglicherweise vom Templerorden, in jedem Fall aber aus exakt behauenen Steinen errichtete romanische Einsiedelei Santa María de Chalamera hat die Form eines lateinischen Kreuzes mit halbkreisförmiger Mittelapsis und rechteckig ummantelten Seitenapsiden. Zwei kleine Portale auf der Südseite lassen Rückschlüsse auf eine ehemalige Kloster- oder Prioratskirche zu. Das Westportal mit sechs Archivolten und teilweise figürlichen Kapitellen wird von einem kleineren, aber ähnlich gestalteten Fenster überhöht. Das Kirchenschiff ist tonnengewölbt; über der Vierung spannt sich eine Kuppel (cimborrio), die außen oktogonal ummantelt ist. Im südlichen Querschiff steht ein Sarkophag aus westgotischer Zeit.

## Persönlichkeiten
- Der Schriftsteller Ramón J. Sender (1901–1982) wurde in Chalamera geboren.